# Esquerra Catalana dels Treballadors
L'Esquerra Catalana dels Treballadors (ECT) fou un partit polític catalanista a la Catalunya del Nord, com a evolució del Comité Rossellonès d'Estudis i d'Animació, creat el 1972 i dissolt el 1981.

## Fundació i programa
La seva fundació fou el 21 d'octubre de 1972 al castell de Pradells a Sant Llorenç de Cerdans (Vallespir), on elaborà un programa de 10 punts:
- Es defineix com a revolucionari que lluita per l'emancipació nacional i social del poble treballador nord-català.
- Considera que l'opressió cultural, social, econòmica colonial de Catalunya Nord és característica d'una situació d'opressió nacional.
- Es considera com a part del moviment d'alliberament nacional dels Països Catalans, però s'inscriu dins la lluita anti-imperialista mundial.
- L'emancipació nacional implica l'alliberament econòmic social i cultural doncs polític.
- Considera que la lluita d'alliberament nacional és indissociable de l'emancipació social dels treballadors nord-catalans, i que aquesta lluita és una etapa en el camí de la construcció d'una societat comunista.
- Es considera solidaria en el seu combat de tots els pobles en lluita per llur alliberament nacional i social, particularment dels altres pobles oprimits per l'Estat francès.
- Afirma la seva solidaritat amb el poble treballador francès per la destrucció del capitalisme i la construcció d'una societat socialista.
- A curt termini decideix lluitar per a l'obtenció d'un estatut d'autonomia nacional de Catalunya Nord.

El seu òrgan era el diari La Falç, i el seu secretari general fou Miquel Mayol i Raynal fins al 1981. Altres militants destacats foren Pere Iu Baron, Lluís Creixells, Joan-Pere Pujol, Jaume Roure, Robert Avril, Maria Àngels Falqués i Josep de Calassanç Serra i Puig.
Un dels primers actes fou signar Carta de Brest, amb republicans Irlandesos, Unió Democràtica de Bretanya, Herri Alderdi Sozialista Iraultzailea (HASI), Cymru Goch, Partit Socialista d'Alliberament Nacional-Provisional, Unió del Poble Gallec, Su Populu Sardu i Lucha Occitana (LOC). El 1973 també traduïren al català el Llibre Roig de Mao Zedong i iniciaren una campanya en defensa del Canigó. Per tal de donar-se a conèixer fora de França, participaren en la marxa de Besançon.
Coincidien amb la línia política del PSAN i de l'Assemblea de Catalunya, i eren contraris a la lluita armada, encara que organitzaren protestes contra el Procés de Burgos. Participaren en activitats de defensa de la llengua i promogueren organitzacions cíviques com La Bressola, la Universitat Catalana d'Estiu, el Grup de Nova Cançó Guillem de Cabestany, el Grup Pirinenc Rossellonès. Alhora, es presentaren a les eleccions legislatives franceses de 1973, però el seu candidat Miquel Mayol només van obtenir l'1,2% dels vots, mentre que Gilbert Grau (per Acció Regionalista Catalana) va obtenir un 2%. Per altra banda, a les eleccions cantonals franceses de 1973 el candidat Jaume Roure va obtenir el 3,27% a Perpinyà.

## Activitats 1975-1981[4]
El 1975 participaren en la campanya nuclear a Port la Nouvelle i de defensa de Les Bulloses contra la invasió turística, alhora que també se solidaritzaren amb les protestes occitanes de Larzac. Es presentaren en algunes eleccions però només van obtenir l'1,2% a les eleccions generals franceses de 1978, i l'1,35% a les legislatives franceses de 1981, mentre que a les municipals de 1977 formaren part de la Llista d'Unitat Popular Catalana. El 1977 se solidaritzaren amb els pagesos d'Illa de Tet que s'oposaven a les expropiacions de terres per a explotar urani, i amb els treballadors de Paulilles, alhora que iniciaren una campanya de catalanització dels noms dels pobles. Poc després patiren l'escissió de Pere Iu Baron que originà l'Organització Socialista d'Alliberament Nacional.
El 1978 redactaren un programa on reclamaven l'autonomia per a la Catalunya del Nord, i per primer cop commemoraven l'onze de setembre com a jornada reivindicativa. El 1979 celebraren el seu II Congrés i redactaren una declaració comuna amb EHAS i PTQ, alhora que se solidaritzaven amb els patriotes corsos. També organitzaren campanyes contra el turisme i el treball a Vallcebollera, Banyuls, Illa i Paulilles. El 1980 organitzaren amb militants d'IPC l'ocupació del castellet de Perpinyà en solidaritat amb els presos corsos.

## La fi del partit
A començaments dels anys vuitanta s'oposaren al regionalisme del grup Unió per una Regió Catalana, i donaren suport als Comitès de Solidaritat amb els Patriotes Catalans. Quan Miquel Mayol abandonà el partit el 1981, després que François Mittérrand assolís la presidència de França, el partit es va dissoldre. Alguns dels antics militants avui formen part de la secció nord-catalana d'Esquerra Republicana de Catalunya.